# Phebe Novakovic
Phebe Novakovic (* 1957) ist eine US-amerikanische Managerin.

## Leben
Als Nachfolgerin von Jay Johnson ist seit Januar 2013 Novakovic Vorstandsvorsitzende des US-amerikanischen Rüstungsherstellers General Dynamics. Novakovic war vor ihrer beruflichen Tätigkeit bei General Dynamics bei der CIA tätig.